# Schloss Wyden
Das Schloss Wyden steht auf dem Gebiet der Gemeinde Ossingen im Kanton Zürich in der Schweiz. Das Bauwerk steht als B-Objekt (mittlere der drei Schutzstufen) unter kantonalem Denkmalschutz und ist im Inventar der schützenswerten Ortsbilder der Schweiz enthalten.

## Geschichte
Die Anlage steht am Ausgang des Lattenbachtobels und diente der Beherrschung des Thurtales. Sie wurde mehrmals umgebaut. Der älteste Teil, ein Wehrturm, stammt aus dem 13. Jahrhundert. Damals diente sie dem habsburgischen Dienstmannengeschlecht von Widen, welche von 1243 bis 1325 diese Burg benutzten. Danach war sie im Besitz verschiedener Schaffhauser Patrizier. Ein bekannter Burgherr aus dem 15. Jahrhundert war Hans I. von Griessheim, der im Alten Zürichkrieg an verschiedenen Gefechten gegen die Eidgenossen teilnahm. Zwischen 1650 und 1798 war sie Sitz des Amtmanns von Winterthur. Einer dieser Amtmänner war der Maler Felix Meyer. 1803 wurde die ehemalige Burg an die Gemeinde Ossingen verkauft, wonach die Besitzer häufig wechselten, von denen keiner in den Unterhalt der Gebäude investierte. 1836 erwarb der Landschafts- und Wandermaler Jakob Eggli Schloss Wyden, auf dem er einen Ein-Mann-Kunstverlag betrieb. Nach dessen Konkurs schon 1840 wurde Egglis Ehefrau Maria die neue Besitzerin, die das Anwesen 1862 endgültig aufgeben musste. Im Sommer 1880 fand hier ein Kongress der deutschen Sozialisten statt, da aufgrund des Sozialistengesetzes von 1878 eine Zusammenkunft in Deutschland unmöglich geworden war. Im Jahr 1903 wurde die Burg von Max Huber erworben, einem späteren Präsidenten des Internationalen Komitees vom Roten Kreuz IKRK. Dieser wurde darauf als «Schlossherr» in die Herrenstuben-Gesellschaft zu Winterthur aufgenommen. Das Schloss ist im Eigentum seiner Nachkommen und dient bis heute als privater Wohnsitz.

## Bauwerk
Das Bauwerk wurde beim Absturz eines US-amerikanischen Bombers vom Typ B-24 Liberator am 19. Juli 1944 stark beschädigt, danach aber renoviert und nach Plänen der Architekten Max Ernst Haefeli, Werner Max Moser und Rudolf Steiger wieder aufgebaut. Die USA hatten dafür aufzukommen.
Der quadratische Burgturm ist seit dem 18. Jahrhundert mit einem erneuerten Zeltdach gedeckt. Das Treppentürmchen auf dem Turm stammt aus dem 15. Jahrhundert. Auf drei Seiten sind strahlenförmig die Wohngebäude angebaut. Nach Süden erstreckt sich der ehemalige Hof, der heute mit einem Fachwerküberbau versehen ist. Hier steht die ehemalige Kapelle. Nach Nordosten ist der Wohntrakt angebaut, der in der zweiten Hälfte des 15. Jahrhunderts erbaut und 1894–95 erhöht wurde. Nach Westen steht der neue Wohntrakt von 1903 bis 1904. Er wurde an die Ostmauer des 1875 abgebrochenen Ritterhauses angebaut, das Mitte des 15. Jahrhunderts erbaut worden war. Die östlich vorgelagerte Vorburg dient heute als Wirtschaftshof. Hier steht eine Scheune und Trotte mit Treppengiebel aus dem 15. Jahrhundert sowie eine Gärtnerwohnung, die um 1550 als Scheune erbaut worden war.